# (They Long to Be) Close to You
"(They Long to Be) Close to You" is een nummer van het Amerikaanse duo The Carpenters. Het nummer verscheen op hun album Close to You uit 1970. Op 15 mei van dat jaar werd het nummer uitgebracht als de eerste single van het album.

## Achtergrond
"(They Long to Be) Close to You" werd geschreven door Burt Bacharach en Hal David en geproduceerd door Jack Daugherty. In 1963 was Richard Chamberlain de eerste artiest die het nummer opnam onder de titel "They Long to Be Close to You". Het nummer werd uitgebracht als single, alhoewel de B-kant "Blue Guitar" een groter succes werd. In 1963 werd het ook opgenomen door Dionne Warwick; een jaar later nam zij het opnieuw op met een arrangement door Bacharach. In augustus 1964 werd het nummer opgenomen door Dusty Springfield, maar haar versie verscheen pas in 1967. In 1971 nam Bacharach een eigen versie van het nummer op.
Veruit de bekendste versie van "(They Long to Be) Close to You" werd opgenomen door The Carpenters voor hun album Close to You. De geschiedenis van deze opname begon in 1968, toen Bacharach en David het nummer aanboden aan Herb Alpert, nadat zij de nummer 1-hit "This Guy's in Love with You" al voor hem hadden geschreven. Alpert nam het nummer op, maar was niet tevreden met de opname en bracht het niet uit. Nadat The Carpenters in 1969 voor het eerst de hitlijsten had bereikt met hun Beatles-cover "Ticket to Ride", kon Alpert hen ervan overtuigen een eigen versie van dit nummer op te nemen, aangezien hij dacht dat het goed bij hen zou passen. Richard Carpenter schreef voor zijn versie een bugelsolo voor Alpert, maar toen bleek dat hij niet beschikbaar was, werd deze ingespeeld door Chuck Findley. Andere instrumenten in het nummer werden ingespeeld door leden van The Wrecking Crew.
De versie van "(They Long to Be) Close to You" door The Carpenters werd een grote hit en bleef vier weken op de eerste plaats van de Amerikaanse Billboard Hot 100 staan. Ook in Canada en Australië bereikte de single de eerste plaats, terwijl in het Verenigd Koninkrijk en Ierland de zesde plaats werd behaald. In Nederland kwam het echter niet verder dan plaats 33 in de Top 40 en plaats 30 in de Hilversum 3 Top 30, terwijl in Vlaanderen slechts de dertigste positie in de BRT Top 30 werd behaald. The Carpenters ontvingen in 1971 voor hun versie van het nummer een Grammy Award in de categorie Best Pop Vocal Performance by a Duo, Group or Chorus.
Andere artiesten die "(They Long to Be) Close to You" hebben opgenomen, zijn B.T. Express, Jerry Butler met Brenda Lee Eager, The Cranberries, Josefine Cronholm, Isaac Hayes, Matt Monro, Chord Overstreet (te horen in de televisieserie Glee), Diana Ross, Martha Wainwright, Andy Williams, Bobby Womack, Stevie Wonder, Frank Ocean en Jacob Collier. Daarnaast is het nummer een aantal keren gebruikt in afleveringen van The Simpsons als het favoriete nummer van Homer en Marge Simpson. Ook werd het gebruikt in The Simpsons Movie.

## Hitnoteringen

### Nederlandse Top 40
| Hitnotering: 26-09-1970 t/m 03-10-1970 | Hitnotering: 26-09-1970 t/m 03-10-1970 | Hitnotering: 26-09-1970 t/m 03-10-1970 | Hitnotering: 26-09-1970 t/m 03-10-1970 |
| Week                                   | 1                                      | 2                                      |                                        |
| -------------------------------------- | -------------------------------------- | -------------------------------------- | -------------------------------------- |
| Positie                                | 39                                     | 33                                     | uit                                    |

### Hilversum 3 Top 30
| Hitnotering: 12-09-1970 t/m 19-09-1970 | Hitnotering: 12-09-1970 t/m 19-09-1970 | Hitnotering: 12-09-1970 t/m 19-09-1970 | Hitnotering: 12-09-1970 t/m 19-09-1970 |
| Week                                   | 1                                      | 2                                      |                                        |
| -------------------------------------- | -------------------------------------- | -------------------------------------- | -------------------------------------- |
| Positie                                | 30                                     | 30                                     | uit                                    |

### NPO Radio 2 Top 2000
| Nummer met noteringen in de NPO Radio 2 Top 2000 | '99 | '00 | '01 | '02  | '03 | '04 | '05  | '06  | '07  | '08 | '09 | '10 | '11  | '12 | '13  | '14  | '15  | '16  | '17  | '18  | '19  | '20  | '21  | '22  | '23  | '24  |
| ------------------------------------------------ | --- | --- | --- | ---- | --- | --- | ---- | ---- | ---- | --- | --- | --- | ---- | --- | ---- | ---- | ---- | ---- | ---- | ---- | ---- | ---- | ---- | ---- | ---- | ---- |
| (They Long to Be) Close to You                   | 579 | 565 | 752 | 1024 | 730 | 846 | 1160 | 1205 | 1008 | 978 | 987 | 975 | 1173 | 966 | 1367 | 1338 | 1344 | 1300 | 1559 | 1681 | 1897 | 1806 | 1643 | 1961 | 1915 | 1964 |

1. ↑  Een vetgedrukt getal geeft de hoogste notering aan.

- Gemeinsame Normdatei: 1047305097
- MusicBrainz work: 31ad6e20-d507-3b77-8d69-86ffe34332a2
- Virtual International Authority File: 306289311